# 養老川
養老川（ようろうがわ）は、千葉県南部を流れる二級河川。養老川水系の本流である。

## 地理
千葉県夷隅郡大多喜町大田代の清澄山北東部に位置する麻綿原高原に源を発し、蛇行しながら北上する。途中で養老渓谷を形成し、粟又の滝（高滝）、弘文洞跡を過ぎ市原市に入り、高滝湖に注ぐ。さらに北に流れ、市原市五井南海岸と市原市五井海岸の境界から東京湾に注ぐ。

## 名称の由来
川の名前の「養老」の由来は、一説にひざの裏を表す古語の「膕（よほろ）」という言葉が、屈曲の多い川の様子を表したと言われている。現在の「養老」という字が当てられたのは江戸時代以降で、それ以前は「用路川」や「勇露川」という字が、さらに以前には「与保呂」が当てられていた。

## 歴史
1960年（昭和35年）8月20日に、台風第14号による集中豪雨で、堤防が決壊した。1970年（昭和45年）11月20日には、集中豪雨により、市原市二十五里地区の二十五里橋が流失した。
2018年（平成30年）に河岸の桜植樹事業が、「養老桜とアートの小径プロジェクト（文化と芸術の里づくり）」として、平成30年度手づくり郷土賞（国土交通大臣表彰）を受賞した。

## 流域の自治体
千葉県
夷隅郡大多喜町、市原市

## 支流

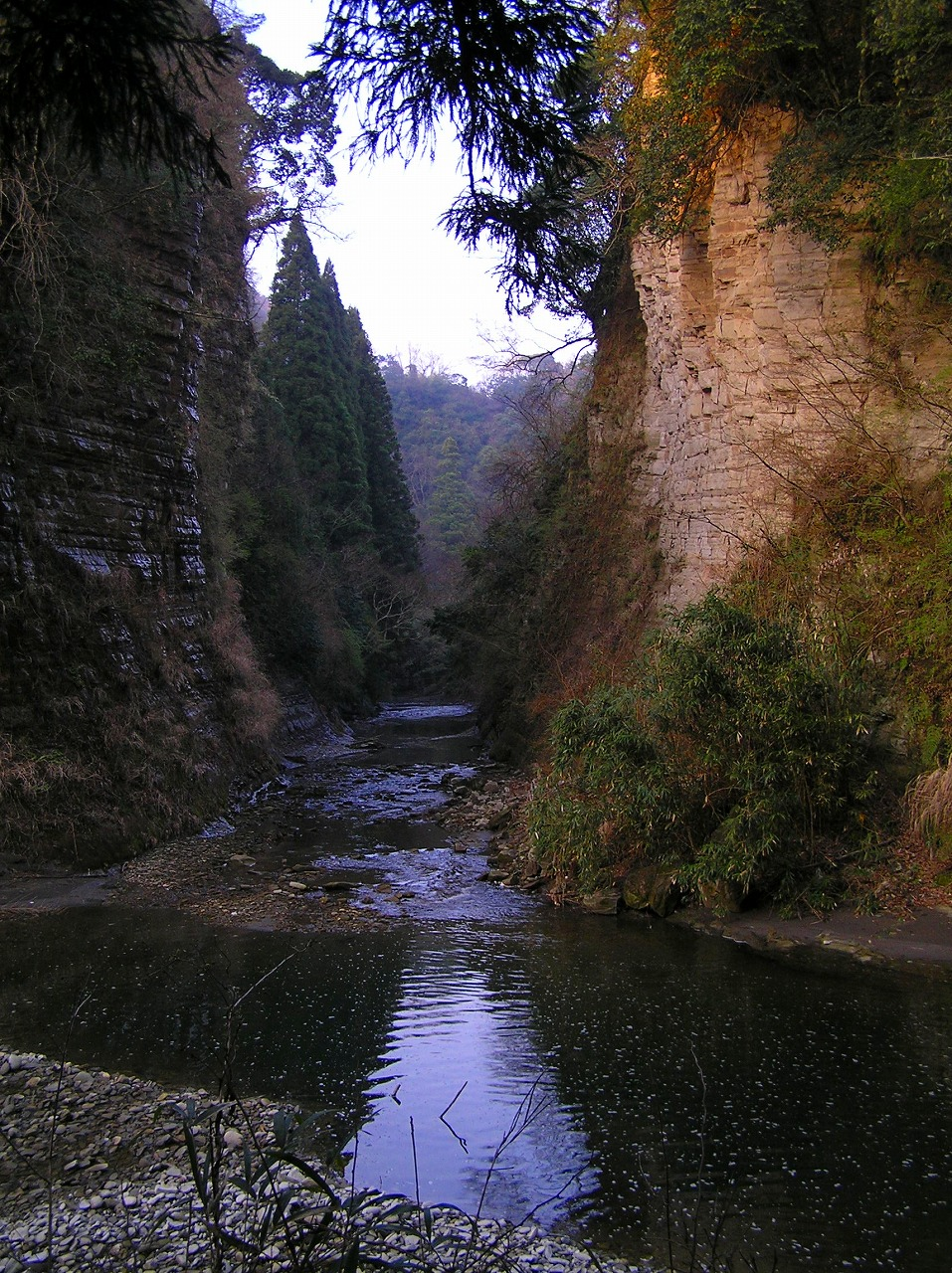
弘文洞跡（夕木川）

- 夕木川（別名「蕪来川」。養老川との合流地点には弘文洞跡と呼ばれる川廻し隧道の崩落跡があり、養老渓谷の観光名所となっている。）
- 梅ヶ瀬川（上流付近は梅ヶ瀬渓谷と呼ばれる紅葉の名所である。）
- 古敷谷川（高滝湖に流入）
- 内田川
- 平蔵川

## 並行する交通

### 鉄道
- 小湊鉄道（養老渓谷駅～五井駅間）